# Fanjakana (Beroroha)
Pour les articles homonymes, voir Fanjakana.
Fanjakana est une commune urbaine malgache située dans la partie nord-est de la région d'Atsimo-Andrefana.